# Charinus una
Espèce
Charinus una est une espèce d'amblypyges de la famille des Charinidae.

## Distribution
Cette espèce est endémique de Bahia au Brésil. Elle se rencontre vers Una.

## Description
La carapace du mâle holotype mesure 2,28 mm de long sur 3,40 mm et celle des femelles de 2,00 à 2,08 mm de long sur de 2,88 à 3,00 mm.

## Étymologie
Son nom d'espèce lui a été donné en référence au lieu de sa découverte, Una.

## Publication originale
- Miranda, Giupponi, Prendini & Scharff, 2021 : « Systematic revision of the pantropical whip spider family Charinidae Quintero, 1986 (Arachnida, Amblypygi). » European Journal of Taxonomy, no 772, p. 1–409 (texte intégral).